# Sven Schomacker

Sven Schomacker (2013)

Sven Schomacker (* 1973 in Rotenburg an der Wümme, Niedersachsen) ist ein deutscher Politiker und war von 2009 bis 2020 Mitglied der Piratenpartei Deutschland. Von April 2012 bis November 2013 war er Generalsekretär der Piratenpartei Deutschland. 

## Leben

### Ausbildung und Beruf
Sven Schomacker absolvierte eine Ausbildung als Krankenpfleger und Rettungssanitäter. Er arbeitet als Krankenpfleger in einem Industriekonzern.

### Politische Laufbahn
Schomacker ist seit Sommer 2009 Mitglied der Piratenpartei Deutschland. Von 2010 bis Mai 2012 war er Landesschatzmeister des Landesverbands Bremen. Er unterstützte maßgeblich den Aufbau der Verwaltung der Piratenpartei auf Bundesebene, wie zum Beispiel bei der Einführung der Verwaltungssoftware Sage.
Schwerpunkte seiner politischen Arbeit sind „freie Bildung“, „direkte Demokratie“ sowie „schnelle und vollständige Umstellung auf regenerative Energiequellen“.
Beim Bundesparteitag im April 2012 in Neumünster wurde er als Nachfolger von Wilm Schumacher zum Generalsekretär der Partei gewählt. Schomacker verantwortet unter anderem den Ausbau der vielbeachteten Informationstechnik der Piratenpartei.
Seit November 2013 leitet er die Mitgliederbetreuung der Piratenpartei und arbeitet im IT-Support der Partei.
Bei der Aufstellungsversammlung zur Bürgerschaftswahl 2015 in Bremen wurde Sven Schomacker auf Platz 4 der Landesliste gewählt.

### Privates
Sven Schomacker ist in Quelkhorn aufgewachsen, hat mehrere Kinder und wohnt in Bremen.